# Bombardier CX-100

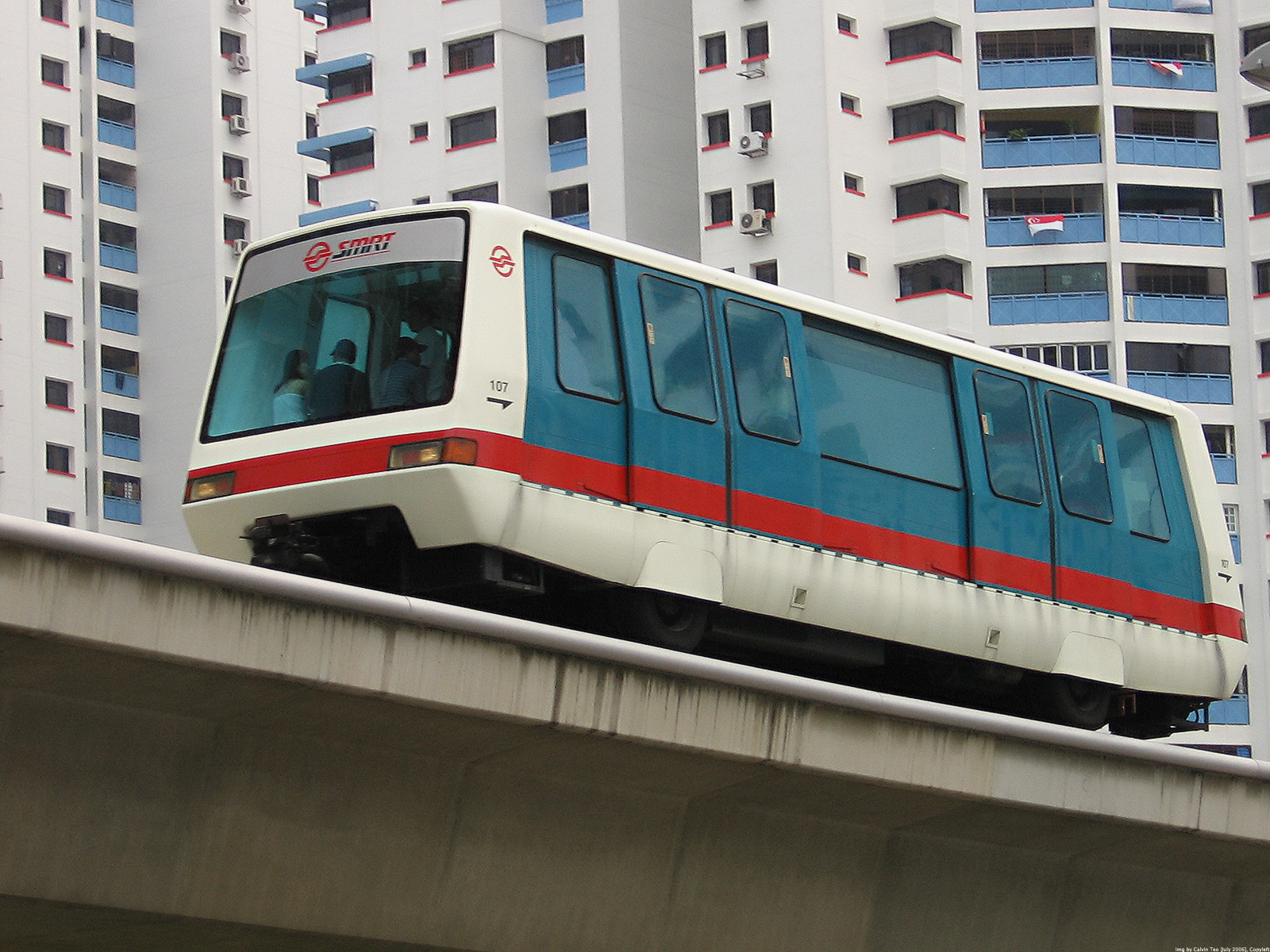
Bombardier CX-100

Le Bombadier CX-100 est un système de navettes sans conducteur conçu et fabriqué par la société ADtranz Ce système est le système de référence des navettes d'aéroports. 

## Histoire
Le système est dérivé du C-100 conçu initialement par la société nord-américaine Westinghouse dont la production fut arrêtée en 1991. Le système sera intégré à la compagnie ABB-DamlerBenz Transportation (ADTranz), intégrée en 2001 à Bombardier Transport. Par la suite, Bombardier Transport commercialisera le système sous la marque Bombardier Innovia APM 100, un des trois véhicules que la société produit et commercialise sous la marque Bombardier APM.

## Le système
Munie de pneus en caoutchouc, la navette CX-100 est un véhicule à alimentation électrique qui se déplace sur une voie de guidage réservée. Elle se caractérise par un nez profilé, un intérieur spacieux et climatisé, ainsi que de grandes fenêtres offrant une vue panoramique. 
Les voies de guidage peuvent être surélevées, inclinées ou souterraines. Quatre paires de roues assujettissent le véhicule à une poutre-guide d’acier ancrée dans la voie de guidage, assurant ainsi le guidage continu des véhicules en déplacement. Ce système silencieux s’intègre ainsi aux bâtiments et aux paysages existants.

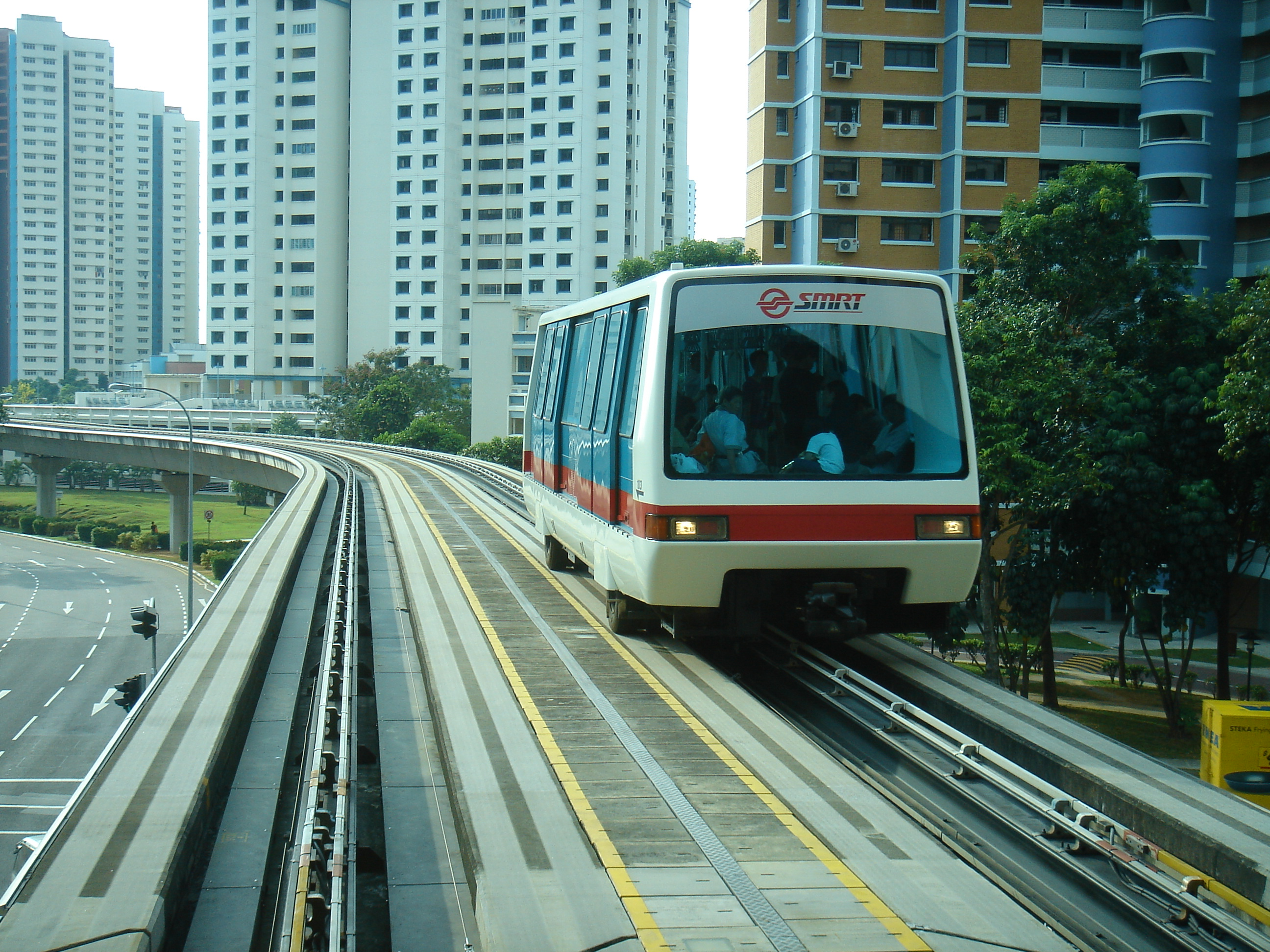
Véhicule en extérieur (Bukit Panjang)

La navette CX-100 fait appel à la technologie de commande automatique de train Bombardier CITYFLO 550.
Dérivant du système C-100, le CX-100 est un système éprouvé et fiable qui affiche en général un taux de disponibilité supérieur à 99 %.

## Projets de référence de la navette CX-100 (APM 100)

### Navettes aéroportuaires
- Aéroport international de Tampa 1971 (en remplacement des véhicules C-100)
- Satellite Transit System, aéroport international de Seattle-Tacoma 1973 (en remplacement des véhicules C-100 en 2003)
- Aéroport Hartsfield-Jackson d’Atlanta 1980 (en remplacement des véhicules C-100 en 2001)
- Aéroport international d’Orlando 1981 (en remplacement des véhicules C-100 Airsides 2 et 4)
- Airport People Movers, aéroport international McCarran (Las Vegas) 1985 (en remplacement des véhicules C-100)
- Tracked Shuttle Transit, aéroport de Londres Gatwick, 1987 (en remplacement des véhicules C-100)
- Track Transit System, aéroport international de Stansted 1991 (en complément des véhicules C-100)
- Aéroport international de Pittsburgh 1992
- Automated Guideway Transit System, aéroport international de Denver 1995
- Skyline aéroport principal de Francfort 1994
- AeroTrain, aéroport international de Kuala Lumpur 1998
- TerminaLink, aéroport intercontinental George-Bush (Houston) 1999
- SkyBridge, aéroport international Leonardo da Vinci (Rome) 1999
- AirTrain, aéroport international de San Francisco 2003
- Aéroport international Barajas (Espagne) 2006
- Advanced Rapid Transit, aéroport international de Beijing Capitale, 2008
- SMF Automated People Mover, Sacramento International Airport, 2011

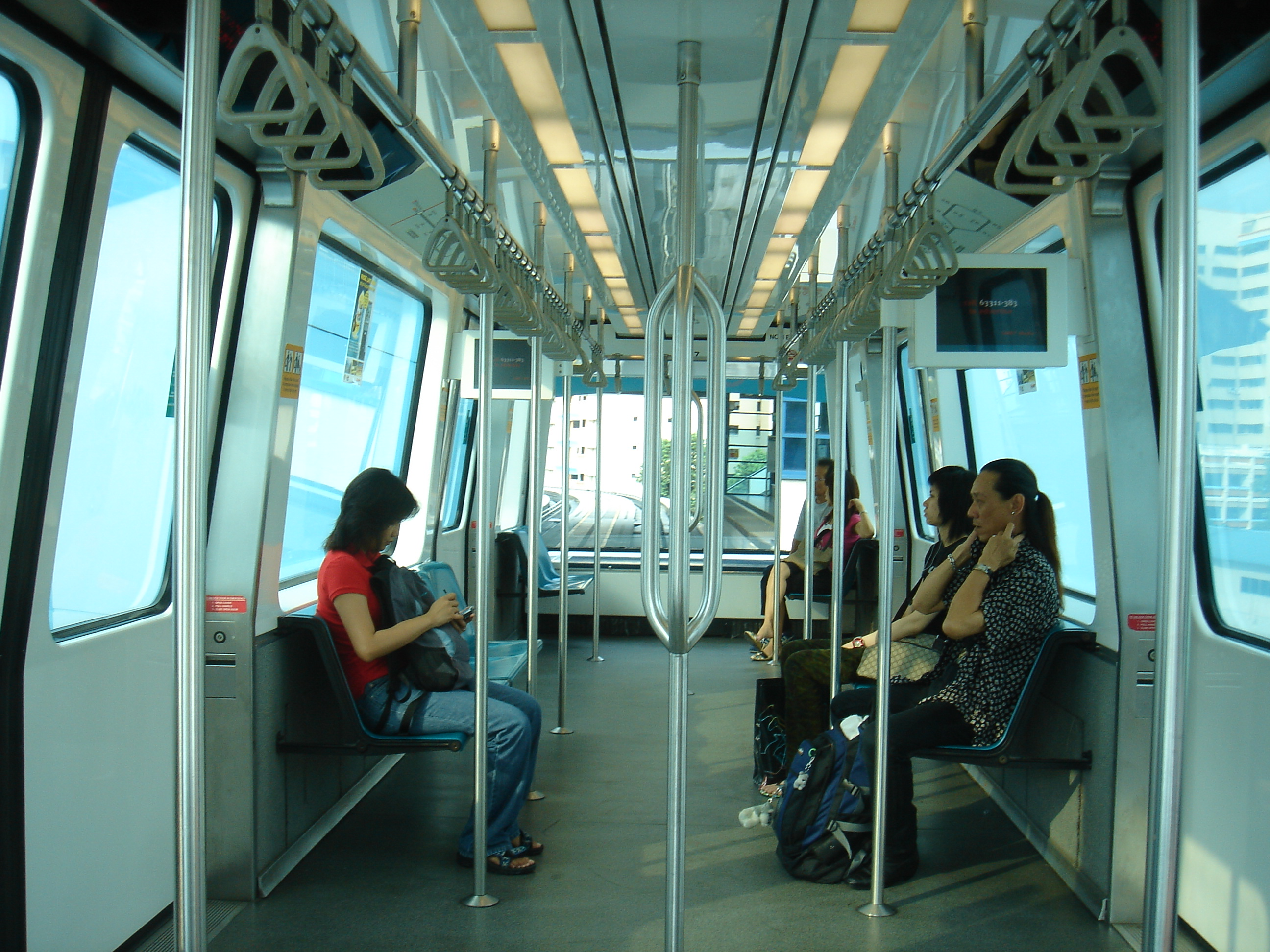
Intérieur du véhicule CX-100 à Bukit Panjang

### Navettes urbaines
- Bukit Panjang LRT, Singapour 1999
- Metromover, Miami / les véhicules CX-100 (APM 100) remplacent en 2008 les anciens véhicules C-100
- Zhujiang New Town Automated People Mover System, Guangzhou, 2010